# Christian Ludwig von Pfuel

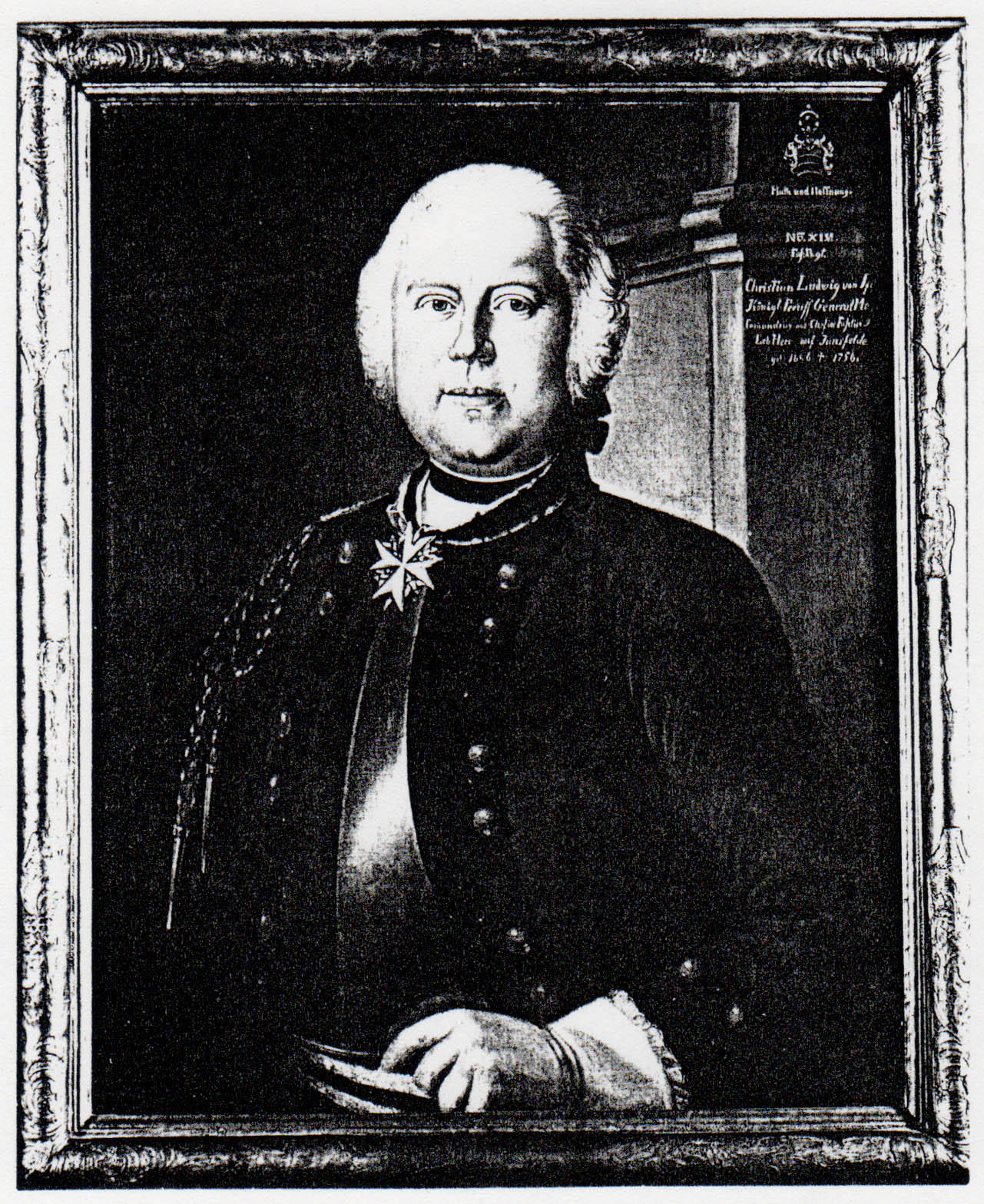
Christian-Ludwig von Pfuel

Christian Ludwig von Pfuel (* 1696; † 16. November 1756) war ein königlich-preußischer Generalmajor der Infanterie, Erbherr auf Jahnsfelde.

## Leben
Christan Ludwig von Pfuel stammte aus dem alten, in Jahnsfelde in der Märkischen Schweiz ansässigen, Adelsgeschlecht von Pfuel.
Er war der Sohn des Christian Friedrich von Pfuel (* 1653; † 1702) und der Helene von Veltheim, (1657–1727). Der Geheime Rat Hempo Ludwig von Pfuel war sein Bruder.
Christian von Pfuel diente bereits 1715 als junger Offizier unter Friedrich Wilhelm I. dem Regiment des preußischen Generalfeldmarschalls Leopold I., Fürst von Anhalt-Dessau, dem auch sein Vater früher gedient hatte, kämpfte während des Großen Nordischen Krieges gegen Schweden und war an der Belagerung von Rügen und Stralsund beteiligt. 1719 wurde Pfuel zum Oberleutnant, 1722 zum Stabshauptmann befördert. Pfuel, der durch seine vorzügliche militärische Kompetenz, aber auch durch seine Kompetenz bei der fürstlichen Jagd hervortrat (welche ihn jedoch ein Auge kostete), wurde bald ein enger Vertrauter des Fürsten von Anhalt-Dessau, der ihm sehr wohlgesinnt war. Auf Empfehlung des Fürsten von Anhalt beförderte Friedrich Wilhelm I. Pfuel im Oktober 1736 zum Oberstwachtmeister und dann zum Major des Feldbataillons von Wachholz, das damals hauptsächlich aus den Offizieren der gesamten anhaltlichen Häuser, die in Preußen dienten, zusammengestellt war. Da auch der Soldatenkönig Pfuel sehr schätzte, vertraute er ihm 1738 ein Regiment der Infanterie an.
Am 4. Dezember 1750 übernahm Generalmajor Pfuel die Stelle des Kommandeurs des Infanterie-Regiments Nr. 46. Chef des Regiments war seit 1745 Herzog Carl Eugen von Württemberg. Pfuel starb im Jahre 1756.
Er war Ritter des Ordens Pour le Mérite.